# Повіт Кіта-Саку
Пові́т Кіта́-Са́ку (яп. 北佐久郡, きたさくぐん, МФА: [kʲi̥ta saku guɴ]) — повіт в префектурі Наґано, Японія.